# ژرار پیره
ژرار پیره (فرانسوی: Gérard Pirès‎؛ زادهٔ ۳۱ اوت ۱۹۴۲) یک کارگردان، و فیلم‌نامه‌نویس اهل فرانسه است.

## منتخب فیلم‌شناسی
- جنگجویان آسمان (۲۰۰۵)
- سرقت (۲۰۰۲)
- تاکسی (۱۹۹۸)
- Erotissimo (1968)